# Undiscovered (album)
Undiscovered – pierwszy studyjny album brytyjskiego wokalisty Jamesa Morrisona. 31 lipca 2006 został wydany w Wielkiej Brytanii, gdzie pokrył się czterokrotną platyną.

## Lista utworów
1. "Under the Influence" 	 4:07
2. "You Give Me Something" 	 3:33
3. "Wonderful World" 	 3:30
4. "The Pieces Don't Fit Anymore" 	4:17
5. "One Last Chance" 	 4:47
6. "Undiscovered" 	 	3:29
7. "The Letter" 	 	3:14
8. "Call the Police" 	 	3:46
9. "This Boy" 	 	 3:54
10. "If the Rain Must Fall" 		4:05
11. "The Last Goodbye" 5:12

Wersja UK:
1. "How Come" 	 	3:26
2. "The Last Goodbye" 	 	5:12
3. "Better Man" 	 	3:52

Wersja USA:
1. "Better Man" 	 	3:52
2. "The Last Goodbye" 	 	5:12